# Orquesta Demon’s Jazz
Orquesta Demon’s Jazz (auch Demon’s Jazz Orchestra) war ein spanisches Orchester, das in den 1920er- und 1930er-Jahren in Barcelona aktiv war.
Das Orquesta Demon’s Jazz trat vorwiegend in Barcelona auf und nahm für den spanischen Ableger von His Master’s Voice eine Reihe von Titeln auf, wie Dale de Betún/El Gallinero, Las Leandras ¡Fem L'Arros!/Ball de Rams, und  Nicolas/¡Sereno…!. Stilistisch bewegte sich das Orchester zwischen synkopierter Musik, Blasmusik, Folk, lateinamerikanischer und europäischer Klassik, Tanz- und Unterhaltungsmusik, mit volkstümlichen Adaptionen von Opernmelodien, wie aus Carmen. Geleitet wurde das Orchester von dem Pianisten Lorenzo Torres Nin, der auch Kompositionen beisteuerte. Zu den Musikern des Demon’s Jazz Orchestra gehörten Pierre Clarel, Charito Leonís, José Baviera, Alejandro Navarro, Rosita Lacasa, Manuel París, Maria Severini, Pedro Barreto. Torres Nun wirkte mit seinem Orchester auch bei Filmmusiken mit. Eine Kompilation ihrer Aufnahmen (Jazz in Barcelona 1920–1965) erschien 2006 bei Fresh Sound Records.